# Leptodactylus lauramiriamae
Espèce
Statut de conservation UICN

 DD  : Données insuffisantes
Leptodactylus lauramiriamae est une espèce d'amphibiens de la famille des Leptodactylidae.

## Répartition
Cette espèce est endémique du Brésil. Elle se rencontre  :
- dans l'État du Mato Grosso dans la municipalité de Tangará da Serra ;
- dans l'État du Rondônia dans la municipalité de Vilhena.

## Étymologie
Cette espèce est nommée en référence à Laura Miriam Heyer, la fille de William Ronald Heyer.

## Publication originale
- Heyer & Crombie, 2005 : Leptodactylus lauramiriamae, a distinctive new species of frog (Amphibia: Anura: Leptodactylidae) from Rondônia, Brazil. Proceedings of the Biological Society of Washington, vol. 118, no 3, p. 590–595.